# Луций Аней Корнут
Луций Аней Корнут (на латински: Lucius Annaeus Cornutus; на гръцки: Ἀνναῖος Κορνοῦτος) e стоик - философ по времето на император Нерон.
Той произлиза от Лептис Магна в Либия, но живее повечето време в Рим. Той е учител и приятел на Авъл Персий Флак, чийто сатири след смъртта му дава за публикуване на Цезий Бас.
През 66 или 68 г. е изгонен от Нерон за усмиването му на написаната в геройски верси римска история от императора (Дион Касий, 62, 29). След това няма данни за него.
Корнут е автор на реторически произведения на латински и на гръцки.